# Economic Alternatives (списание)
Economic alternatives е българско научно списание. Издава се от Университета за национално и световно стопанство.

## История
Първоначално е замислено като англоезична версия на списание Икономически алтернативи, също издавано от УНСС. След известно време двете списания се отделят като самостоятелни издания. Българоезичното списание става Икономически и социални алтернативи, а англоезичното Economic alternatives.
Economic alternatives излиза четири пъти в годината и публикува широк кръг от оригинални изследователски статии, рецензии и др. То излиза изцяло на английски език и се стреми да привлича чужди автори и рецензенти, а също така да представя постиженията на български учени пред международна публика.